# 阿什利·麥肯齊
阿什利·麥肯齊（英語：Ashley McKenzie，1989年7月17日—），英國、牙買加柔道運動員，2014年英聯邦運動會男子60公斤級柔道比賽金牌得主，他同時亦是2012年夏季奧林匹克運動會英國代表團的成員之一，代表英國參加男子60公斤級柔道比賽，並在第2輪被日本的平岡拓晃擊敗。

## 個人生活
麥肯齊在1989年7月17日出生於倫敦女王公園，是一位混血兒。他在幼年被診斷患有過度活躍症。
麥肯齊在11歲時與另一個男孩打架的時候，對方偷走了他的噴火龍神奇寶貝卡，他決心要拿回它。因此麥肯齊加入了當地的莫伯利（Moberly）柔道俱樂部，他在那裡偶爾遇見跟他打架的男孩，並跟他成為朋友後拿回他的噴火龍卡。這是麥肯齊第1次接觸柔道。

## 運動員生涯
麥肯齊分別於2008年至2010年、2012年與2015年贏得英國柔道公開賽的金牌。2009年，他於土耳其安塔利亞舉行的U23歐錦賽赢得銅牌。2010年他在波黑薩拉熱窩成為歷史上第二位贏得U23歐錦賽的英國運動員。2011年，麥肯齊分別在俄羅斯奧倫堡和德國漢堡舉行的歐洲盃贏得銅牌和金牌。而同年於波蘭和英國舉行的柔道世界盃，他均贏得金牌。在2013年，他則在匈牙利布達佩斯舉行的柔道歐錦賽赢得銅牌。泛美公開賽方面，麥肯齊連續2年（2013年和2014年）在烏拉圭蒙特維多贏得泛美公開賽的金牌。在2014年，他也是大英國協運動會男子60公斤級柔道比賽的金牌得主。而在最近2年，麥肯齊則分別於俄羅斯秋明舉行的國際柔道聯盟大滿貫賽和於阿塞拜然巴庫舉行的國際柔道聯盟大滿貫賽贏得銀牌和銅牌。

## 獎項
完整列表：
| 大滿貫賽         |        | 2016 | 銅牌                 |
| 大滿貫賽         | 俄羅斯 | 2015 | 銀牌                 |
| 英國公開賽       | 英国   | 2015 | 冠軍                 |
| 英聯邦運動會     | 苏格兰 | 2014 | 金牌                 |
| 泛美公開賽       | 乌拉圭 | 2014 | 金牌                 |
| 泛美公開賽       | 乌拉圭 | 2013 | 金牌                 |
| 歐錦賽           | 匈牙利 | 2013 | 銅牌                 |
| 英國公開賽       | 英国   | 2012 | 冠軍                 |
| 世界盃           | 英国   | 2011 | 金牌                 |
| 歐洲盃           | 德国   | 2011 | 金牌                 |
| 歐洲盃           | 德国   | 2011 | 銅牌                 |
| 世界盃           | 波蘭   | 2011 | 金牌                 |
| U23歐錦賽        |        | 2010 | 金牌                 |
| 英國公開賽       | 英国   | 2010 | 冠軍                 |
| 英國公開賽       | 英国   | 2009 | 冠軍                 |
| 英國柔道協會評選 | 英国   | 2009 | 英國年度最佳青年選手 |
| U23歐錦賽        | 土耳其 | 2009 | 銅牌                 |
| 英國公開賽       | 英国   | 2008 | 冠軍                 |

## 外部連結
- 阿什利·麥肯齊在互联网电影资料库（IMDb）上的資料（英文）